# Kanton Quintin
Quintin is een voormalig kanton van het Franse departement Côtes-d'Armor. Het kanton maakte deel uit van het arrondissement Saint-Brieuc. Het werd opgeheven bij decreet van 13 februari 2014 met uitwerking op 22 maart 2015. Alle gemeenten werden opgenomen in het nieuwe kanton Plélo.

## Gemeenten
Het kanton Quintin omvatte de volgende gemeenten:
- Le Fœil
- Le Leslay
- Plaine-Haute
- Quintin (hoofdplaats)
- Saint-Bihy
- Saint-Brandan
- Saint-Gildas
- Le Vieux-Bourg